# Paitan

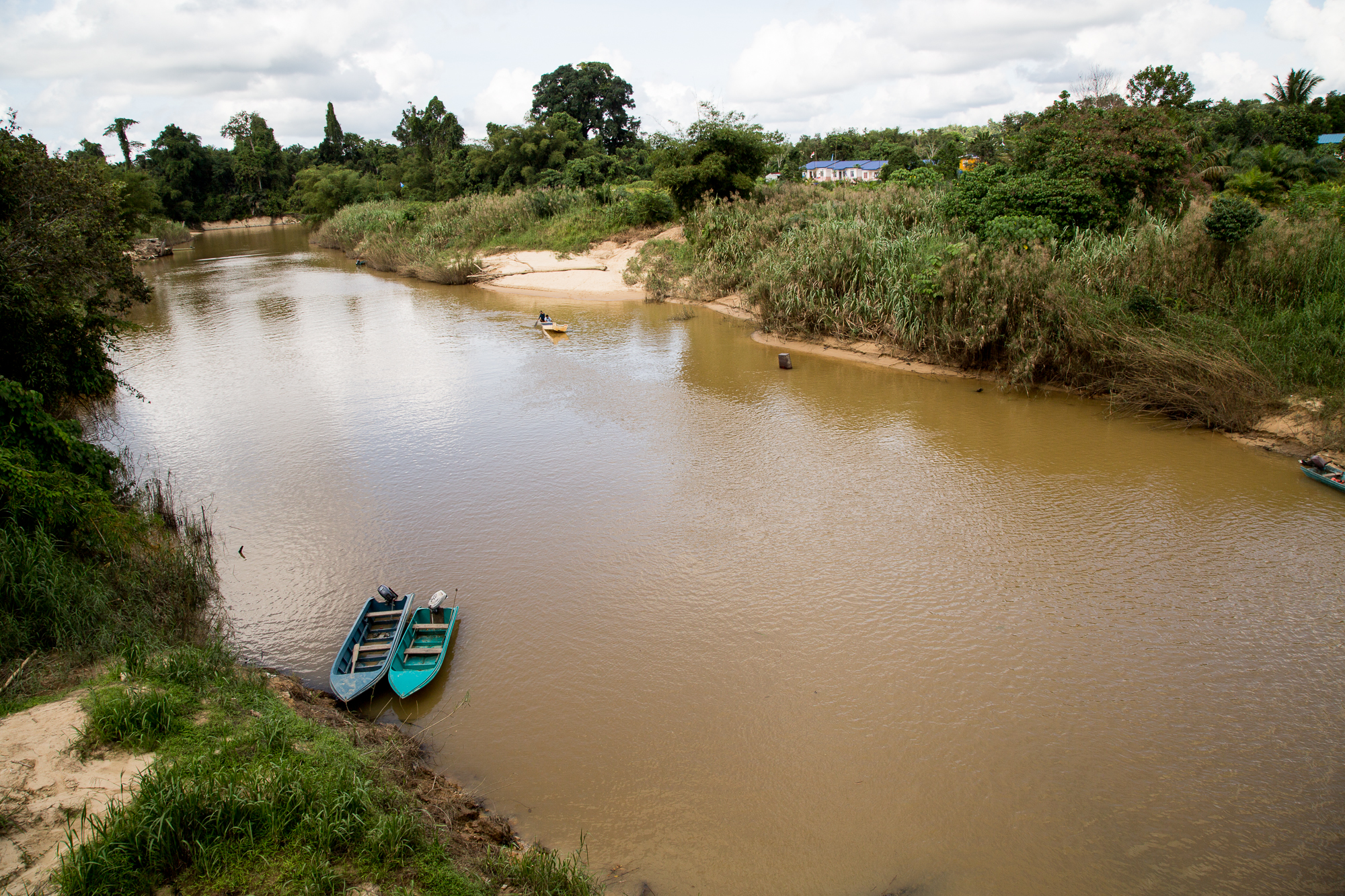
Der Sungai Paitan – ein alter Handelsweg zwischen der Küste und Paitan

Paitan ist eine Gemeinde und ein Unterdistrikt in Sabah, Malaysia. Paitan liegt am Sungai Paitan, 100 Kilometer nordwestlich von Sandakan und gehört zum Distrikt Beluran in der Sandakan Division.

## Geschichte
Die Gegend um Paitan ist ein altes Siedlungsgebiet der orang sungai, die von hier aus mit dem Sultanat von Sulu Handel trieben. Sie sammelten vor allem Campher, Schildpatt und die Rinde der Zimtkassie, daneben handelten sie auch mit Bienenwachs, Rattan und Reis. Die Hügel entlang des Paitan waren dicht mit Kampferbäumen bewachsen. Die extrem hohe Qualität des Camphers aus dieser Gegend Nord-Borneos war in der ganzen Welt bekannt. Da Campher in der Gegend im Überfluss vorhanden war, konnte es von den Händlern auch zu günstigen Preisen erworben werden. 1814 tauschten die orang sungai das Campher im Verhältnis 1:1 gegen Salz. Während 1760 nur wenige Taosug-Händler das Flussgebiet des Paitan aufsuchten, gab es ein halbes Jahrhundert später bereits drei größere Handelsposten, Pitan, Kinarubatan und Kulepan. 40 Jahre später notierte Spenser St. John: "man findet hier an die Tausend Mohammedaner ... und die Ida'an im Landesinneren sind so zahlreich wie die Blätter an den Bäumen."
Nach der Niederschlagung der Mat-Salleh-Rebellion kam es in den folgenden Jahren in verschiedenen Landesteilen Nord-Borneos zu kleineren Gewaltausbrüchen. Einer der Aufständischen, ein Dorfoberhaupt namens Musah, brandschatzte 1908 mit seinen Anhängern die Ortschaft Paitan und entzog sich jahrelang allen Versuchen, seiner habhaft zu werden. Maxwell Hall hat Musah in seinem Werk Musah of Paitan River ein Denkmal gesetzt.

## Demographie
Die knapp 30.000 Einwohner Paitans verteilen sich demographisch auf die Stämme der Orang Sungai, der Suluk, der Rungus, der Ubian und der Bajau.

## Gliederung
Zu Paitan gehören
- Mukim Tangkarason mit den Siedlungen Kg. Tangkarason, Kg. Alongai, Kg. Timpus, Kg. Dalamas, Kg. Tabatu, Kg. Simpangan, Kg. Lubang Buaya, Kg. Lakang, Kg. Kobambangan, Kg. Kabuluh, Kg. Batangon Darat, Kg. Batangon Laut, Kg. Sulit, Kg. Binanjar, Kg. Tanjung Nipis I, Kg. Tanjung Nipis II, Kg. Pinampadan, Kg. Golong, Kg. Kaindangan, Kg. Pinangkau, Kg. Tawanan, Kg. Musinggapo und Kg. Maidan
- Mukim Sungai-Sungai mit den Siedlungen Kg. Sungai-Sungai, Kg. Munungan, Kg. Binsulung, Kg. Matanggal, Kg. Talidusan, Kg. Sukang Talidusan, Kg. Kurom, Kg. Tagupih, Kg. Linayukan, Kg. Tampat und Kg. Kinadaan/Ulu Sungai-Sungai
- Mukim Lingkabau mit den Siedlungen Kg. Kuala Lingkabau, Kg. Nakadong, Kg. Tagapalang Lama, Kg. Waigon I, Kg. Waigon 2, Kg. Abuan, Kg. Penindakan, Kg. Mangasulap, Kg. Bukit Kambing, Kg. Suyan, Kg. Pomotodon, Kg. Tumandaa, Kg. Penindakan, Kg. Melapi und Kg. Dampiron
- Mukim Jambongan mit den Siedlungen Kg. Jambongan, Kg. Pantai Boring, Kg. Terusan Sugut, Kg. Obah, Kg. Semangat, Kg. Bahanan und Kg. Limau-Limau

## Wirtschaft
Die Bewohner von Paitan und dem Umland sind heute hauptsächlich in der Palmölindustrie beschäftigt, in geringerem Maße auch in der immer mehr zurückgehenden Naturkautschukindustrie. Landwirtschaftliche Erzeugnisse, Fischerei, Obst- und Reisanbau spielen hauptsächlich in der Eigen- und Regionalversorgung eine Rolle.